# Surveyor 3
Surveyor 3 war die dritte Sonde der US-amerikanischen Raumfahrtagentur NASA im Rahmen des Surveyor-Programms. Das Surveyor-Programm war Nachfolger des Ranger-Programms und sollte die erste bemannte Mondlandung vorbereiten. Surveyor 3 war nach Surveyor 1 die zweite US-amerikanische Sonde, die weich auf dem Mond landete und von dort Bilder und Daten zur Erde übermittelte.

## Mission

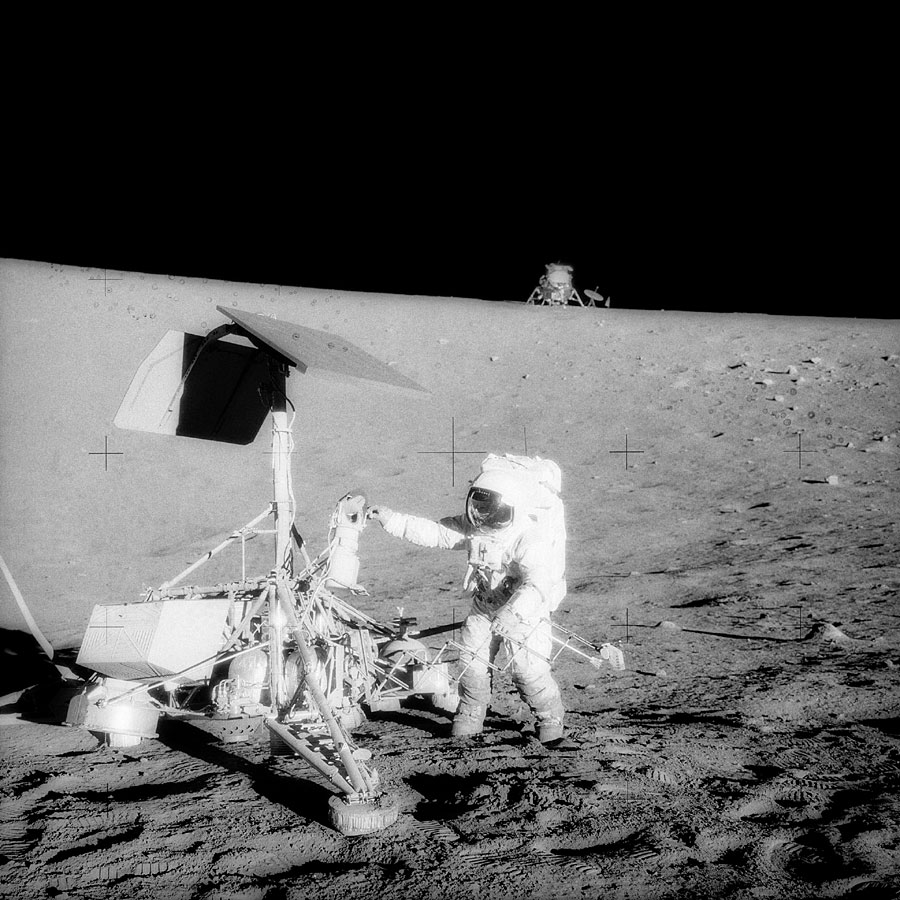
Astronaut Pete Conrad (Apollo 12) untersucht Surveyor 3

Surveyor 3 startete am 17. April 1967 an Bord einer Atlas-Centaur-Rakete von der Startrampe LC-36 der Cape Canaveral Air Force Station. Eine ausgeführte Kurskorrektur verlief, im Gegensatz zu Surveyor 2, problemlos. Am 20. April erreichte die Sonde den Mond. In einer Höhe von 76 Kilometern über der Mondoberfläche und bei einer Geschwindigkeit von 2626 m/s zündeten die ersten Bremsraketen, die die Geschwindigkeit auf 137 m/s verlangsamten. Danach übernahmen, wie schon bei Surveyor 1, das Doppler-Radar und der Höhenmesser den weiteren Landeanflug. Mit Vernier-Triebwerken sollte die Sonde auf den letzten Metern kontrolliert abgebremst werden. Wahrscheinlich ausgelöst durch Reflexionen schalteten die Düsen jedoch zu spät ab, sodass Surveyor 3 nicht sanft aufsetzte, sondern zwei weitere kleine „Sprünge“ machte. Der Abstand zwischen dem ersten und dem zweiten Bodenkontakt betrug ungefähr 20 Meter, zwischen dem zweiten und dritten ungefähr 11 Meter. Die Sonde rutschte nach der Landung noch ca. 30 cm, da der Untergrund eine Neigung von 14 Grad aufwies. Sie landete 3 Kilometer vom geplanten Punkt im Oceanus Procellarum entfernt, ca. 370 km südlich des Copernicus-Krater.
Nach einem Funktionstest übermittelte Surveyor 3 die ersten von insgesamt 6326 Bildern. Zusätzlich wurden Daten über die Reflektivität der Mondoberfläche, die Stärke der Oberfläche und die Temperatur der Sonde gesammelt und übermittelt. Durch die Temperatur der Sonde sollten Rückschlüsse auf die Oberflächentemperatur des Mondes gezogen werden. Ein Baggerarm legte einen 18 cm tiefen Graben an. Auch mit diesem Experiment wurden Rückschlüsse auf die Beschaffenheit der Mondoberfläche gezogen. Bilder einer Sonnenfinsternis (ausgelöst durch die Erde) wurden ebenfalls aufgenommen.
Surveyor 3 überstand die lunare Nacht unbeschadet und sendete am nächsten Mondtag erneut Daten und Bilder. Die letzten Daten wurden am 4. Mai 1967 um 00:04 UT empfangen.

## Apollo 12

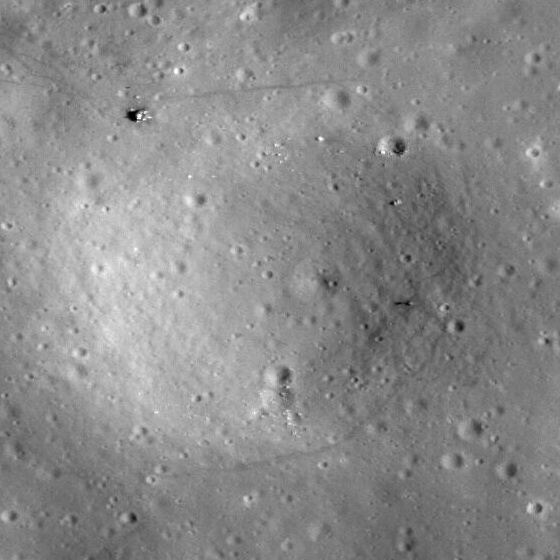
Aufnahme des LRO: Surveyor 3 (rechts von der Mitte), Landestufe von Apollo 12 (links oben) sowie Fußspuren der Astronauten

Ungefähr zwei Jahre später, am 19. November 1969, landete Apollo 12 nur 180 Meter von Surveyor 3 entfernt. Die Astronauten Pete Conrad und Alan Bean besuchten die Raumsonde auf ihrem zweiten Außeneinsatz am 20. November. Sie machten Bilder der Sonde und der Umgebung und demontierten insgesamt fast zehn Kilogramm Teile der Sonde, darunter auch die TV-Kamera.

## Kontamination des Mondes durch irdische Mikroben
In einem Kameragehäuse der Sonde gelangten im Jahr 1967, wie bei allen anderen Sonden zu der Zeit, irdische Mikroben auf den Erdtrabanten. Dieser Vorgang wird als Vorwärts-Kontamination bezeichnet.
Über Jahrzehnte war es eine verbreitete Meinung, dass in der Kamera von Surveyor 3 irdische Mikroben mehrere Jahre auf dem Mond überlebt hätten. Diese Kamera war, neben weiteren Bauteilen, von der Apollo-12-Mission wieder zur Erde zurückgebracht worden. Neuere Untersuchungen historischer Dokumente im Jahre 2011 lassen allerdings Zweifel an den Ergebnissen aufkommen. Die Standards für den genutzten Reinraum entsprachen bei Weitem nicht den heutigen. So trugen die Menschen zwar Handschuhe, aber z. B. nur kurzarmige Hemden. Eine Eigenkontamination ist damit nicht auszuschließen.

## Trivia
Die Surveyor-3-Kamera ist im National Air and Space Museum in Washington, D.C. zu besichtigen. Die Landestellen von Surveyor 3 und Apollo 12 sind auf den Bildern des Lunar Reconnaissance Orbiter zu sehen.